# Буков (Меркише Швајц)
Буков (њем. Buckow) град је у њемачкој савезној држави Бранденбург. Једно је од 45 општинских средишта округа Меркиш-Одерланд. Према процјени из 2010. у граду је живјело 1.610 становника. Посједује регионалну шифру (AGS) 12064084.

## Географски и демографски подаци
Буков се налази у савезној држави Бранденбург у округу Меркиш-Одерланд. Град се налази на надморској висини од 27-40 метара. Површина општине износи 14,3 km². У самом граду је, према процјени из 2010. године, живјело 1.610 становника. Просјечна густина становништва износи 113 становника/km².